# Людвіг Аугустінссон
Людвіг Аугустінссон (швед. Ludwig Augustinsson, нар. 21 квітня 1994, Стокгольм) — шведський футболіст, захисник клубу «Андерлехт» та національної збірної Швеції.

## Клубна кар'єра
Вихованець академії клубу «Броммапойкарна». 20 серпня 2011 року в матчі проти «Естера» він дебютував у Супереттан. 8 квітня 2012 року в поєдинку проти «Ландскруни» Людвіг забив свій перший гол за клуб. Всього провів в рідній команді два сезони, взявши участь у 30 матчах чемпіонату.

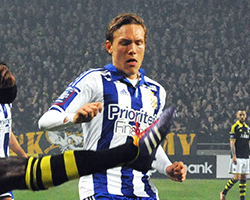
Людвіг Аугустінссон у складі «Гетеборга». 2014 рік.

На початку 2013 року Аугустінссон перейшов в «Гетеборг». Сума трансферу склала 350 тис. євро. На самому початку сезону він отримав травму коліна і лише 25 серпня в матчі проти «Мальме» Людвіг дебютував у Аллсвенскан лізі. У тому ж році він виграв Кубок Швеції.
На початку 2015 року Людвіг перейшов у данський «Копенгаген». 22 лютого в матчі проти «Вестшелланна» він дебютував у Суперлізі і в тому ж поєдинку забив свій перший гол за новий клуб. У першому ж сезоні 2014/15 він з командою став володарем Кубка Данії, а у наступних двох захистив трофей. Всього відіграв за команду з Копенгагена 78 матчів у національному чемпіонаті, забивши 3 голи і двічі ставав чемпіоном Данії.
Влітку 2017 року Аугустінссон перейшов у німецький «Вердер». У матчі проти «Гоффенгайма» він дебютував у Бундеслізі. 11 лютого 2018 року в поєдинку проти «Вольфсбурга» Людвіг забив свій перший гол за «Вердер». Станом на 12 березня 2017 року відіграв за бременський клуб 10 матчів в національному чемпіонаті.

## Виступи за збірні
2009 року дебютував у складі юнацької збірної Швеції, взяв участь у 21 іграх на юнацькому рівні.
З 2012 року залучався до складу молодіжної збірної Швеції. На молодіжному рівні зіграв у 16 офіційних матчах. У 2015 році в складі молодіжної збірної Швеції Аугустінссон виграв молодіжний чемпіонат Європи у Чехії, зігравши в усіх п'яти матчах.
15 січня 2015 року дебютував в офіційних іграх у складі національної збірної Швеції у товариському матчі проти збірної Кот-д'Івуару (2:0). 
У складі збірної — учасник чемпіонату Європи 2016 року у Франції та чемпіонату світу 2018 року у Росії.
Наразі провів у формі головної команди країни 51 матч, у яких відзначився 2 забитими голами.

## Титули і досягнення
Командні
 «Гетеборг»
- Володар Кубку Швеції: 2012/13

 «Копенгаген»
- Чемпіон Данії: 2015/16, 2016/17
- Володар Кубку Данії: 2014/15, 2015/16, 2016/17

Міжнародні
 Швеція (U-21)
- Молодіжний чемпіонат Європи: 2015

## Особисте життя
Молодший брат, Юнатан Аугустінссон, також футболіст і теж виступає на позиції правого захисника.